# Draco and the Malfoys
Draco and the Malfoys est un groupe de Wizard rock associé à Harry and the Potters pour transformer les romans de J. K. Rowling en chansons de rock, principalement afin de rendre le succès des livres plus accessible à travers la musique.
Ils ont acquis une certaine notoriété et jouent avec Harry and the Potters dans de nombreux festivals et happenings dans des librairies. Ils ont d'ailleurs commencé avec ces derniers, en partant en tournée avec eux, et le nom du groupe est en lien direct avec celui de leurs amis.
Leurs chansons les plus connues sont My dad is Rich, où Drago Malefoy compare sa situation avec celle de Harry de manière cynique, ou encore leur reprise du grand tube des années 1980 99 Luftballons en 99 Death Eaters (« 99 Mangemorts »). 
Leurs paroles prennent presque exclusivement le point de vue de Drago Malefoy en lui donnant un air pédant et méchant, qui finit par être ironique. C'est une vision comique communément admise par les fans de Harry Potter de ce personnage.